# Krími atomerőmű
A krími atomerőmű  (ukránul Кримська атомна електростанція [Krimszka atomna elektrosztancija], oroszul Крымская атомная электростанция [Krimszkaja atomnaja elektrosztancija]) befejezetlen, üzembe nem állított atomerőmű Ukrajnában, a Krímhez tartozó Kercsi-félsziget északi részén található Solkine város mellett. Az erőmű építését a csernobili atomerőmű 1986-os balesete után állították le.
Tervezését 1968-ban kezdték el. Az erőmű a hmelnickiji és a volgográdi atomerőműveknél is alkalmazott típusterven alapul. Ez teljes kiépítésében négy, egyenként 1000 MW-os VVER–1000/320 típusú reaktorral felszerelt reaktorblokkot irányzott elő. A krími erőmű építését 1975-ben kezdték el. Az első ütemben két reaktorblokk megépítését tervezték, 2000 MW összteljesítménnyel, ezt később két további 1000 MW-os blokkal akarták kiegészíteni. Az építkezés 1987-es felfüggesztésekor az 1. sz. blokk 80%-os, a 2. sz. blokk 18%-os készültségi állapotban volt. Két év múlva, 1989-ben döntés született a terv elvetéséről és az építkezés végleges leállításáról. Ezután a már elkészült építmények és fémszerkezetek pusztulásnak indultak. Az 1. sz. blokkba a reaktort ugyan beszerelték, de fűtőanyaggal nem töltötték fel. Nukleáris fűtőanyagot az erőmű területére sem szállítottak.
1995–1999 között a turbinák számára megépített gépteremben diszkó működött. Az 1990-es évek végén a krími atomerőmű meglévő vagyontárgyainak hasznosítására megalapították az ukrán állami vagyonügynökség felügyelete alatt álló Kelet-krími Energetikai Társaságot, melynek a tulajdonában 2003 elején már csak a reaktorépület és néhány egyéb csarnok volt. 2003 szeptemberében eladták az egyik legnagyobb értékű berendezést is, az erőmű építéséhez telepített, a dán Kroll cég által gyártott különlegesen nagy teherbírású toronydarut is. A darut lebontásáig bázisugrásokhoz használták. A darut jelenleg Netisinben, a hmelnickiji atomerőmű 4. sz. blokkjának építésénél használják.
2004-ben az Ukrán Miniszteri Kabinet a megmaradt vagyontárgyakat az Energetikai és Üzemanyagügyi Minisztériumtól átadta a Krími Autonóm Köztársaság minisztertanácsának további értékesítés céljából, azzal, hogy a befolyt vételárat helyi szociális kiadásokra kell fordítani. Ezt követően több építményt sikerült értékesíteni, többek között a reaktortermet is. Az egyetlen beépített reaktort, az 1. sz. blokk VVER–1000-es reaktorát 2005-ben feldarabolták és ócskavasként értékesítették.
Az erőmű területét 2006-ban egy leendő ipari park pilot-programja számára választották ki, ennek érdemi megvalósítása 2008-ban kezdődött el Solkinei Ipari Park néven. Az erőmű területén felépítettek egy naperőművet, amely eredetileg is az atomerőmű-projekt része volt (mint 5 MW-os kisegítő erőmű).